# Olcsai-Kiss Zoltán
Olcsai-Kiss Zoltán (Szalafő, 1895. november 4. – Budapest, 1981. január 3.) magyar kommunista szobrászművész, Munkácsy-díjas (1953), Kossuth-díjas (1959), érdemes művész (1969).

## Élete
1914-ben a Magyar Királyi Képzőművészeti Főiskola festő szakára jelentkezett, ahol Várday Szilárdnál tanult. 1915-ben behívták katonának, a frontról hadifogolyként Oroszországba került. Szibériában kommunista lett, politikai tisztként vett részt a polgárháborúban  a vörösök lovasságában. 1921-ben tért haza, de menekülnie kellett, így Bécsbe szökött, majd Párizsba utazott. 1923-tól emigrációban töltött 23 évet. 1928-ban első gyűjteményes kiállításán Párizsban kisplasztikáit mutatatta be. A sèvres-i porcelángyár alkalmazta tervezőként, de bábszínházat is vezetett. 1945-ben újra hazatért. 1946-1947 között képzőművészeti szabadiskolát vezetett. 1948-ban a magyar bábfilmgyártás irányításával bízták meg. 1951-ben az Iparművészeti Főiskola tanárává nevezték ki. 1953-ban saját kérésére oktatói tevékenysége alól felmentették. A szobrászat több műfaját művelte, mintázott köztéri szobrokat, kisplasztikákat, domborműveket és érmeket. Ő díszítette szoborral és domborművekkel a Munkásmozgalmi Pantheont a Kerepesi temetőben.

## Díjai
- 1953 – Munkácsy Mihály-díj
- 1959 – Kossuth-díj

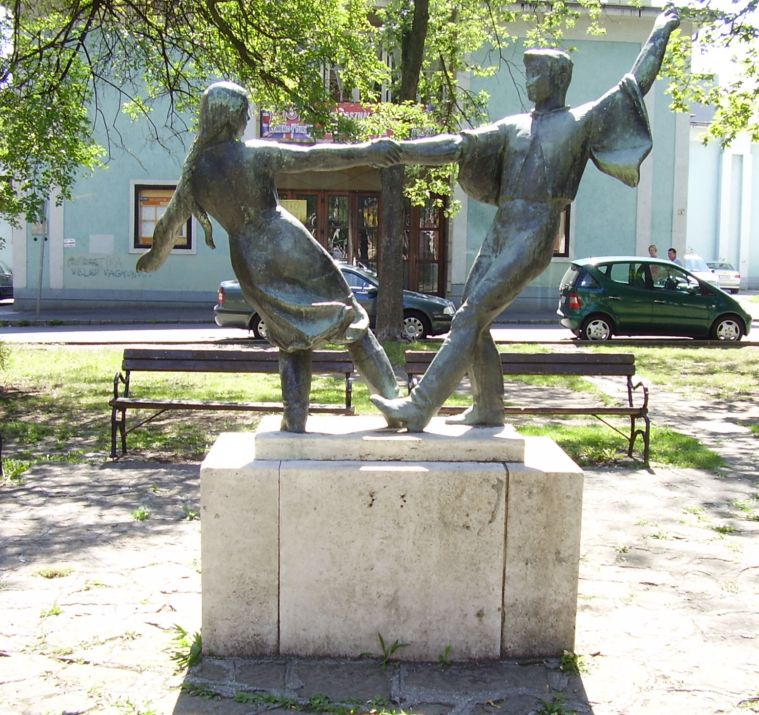
A Táncospár című bronzszobra Kazincbarcikán az Egressy Béni téren (1957)

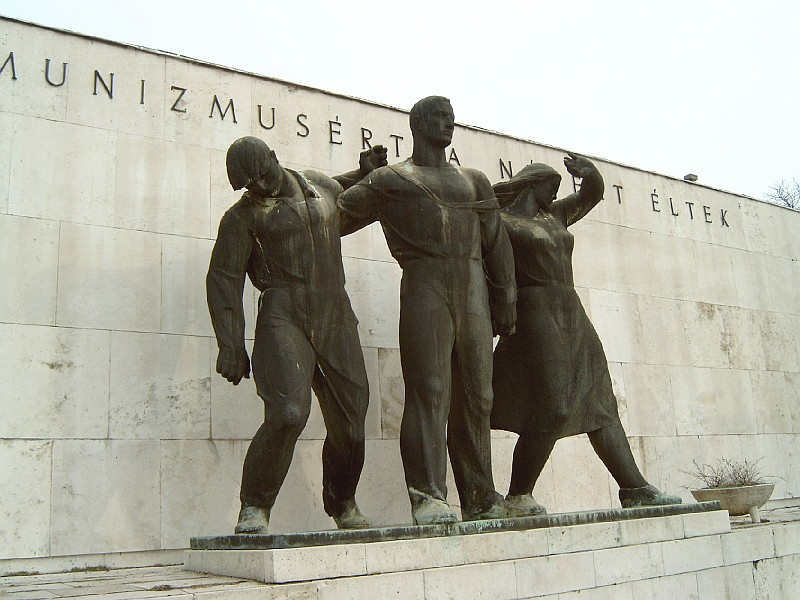
Munkasmozgalmi Pantheon (1958)

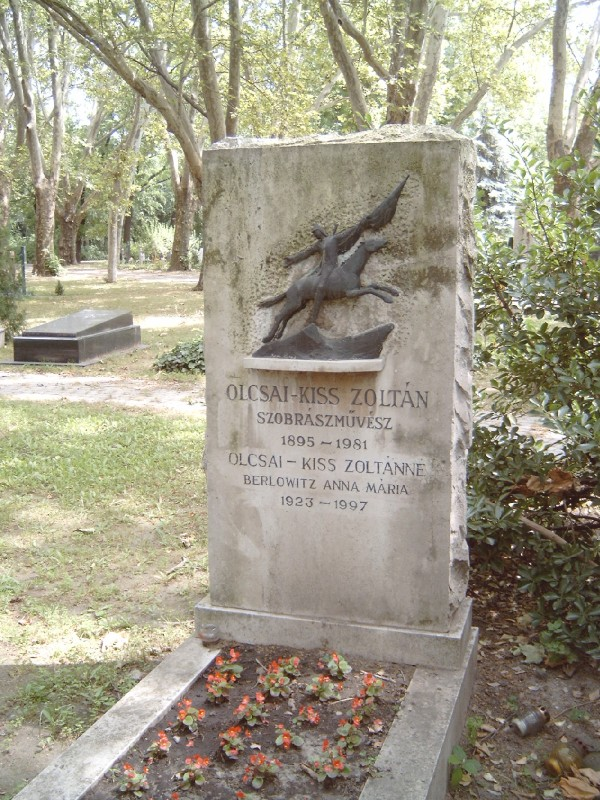
Olcsai-Kiss Zoltán sírja Budapesten. Kerepesi temető: 42/1-A-5. A művész saját alkotása.

- 1965 – Munka Érdemrend arany fokozata
- 1969 – Érdemes művész
- 1970 – emlékérem Budapest felszabadulásának 25. évfordulójára
- 1978 – A Munka Vörös Zászló Érdemrendje
- 1980 – SZOT-díj

## Munkái
- A Kerepesi temető Munkásmozgalmi Mártíremlékműve (1959)
- Az építészetileg tagolt emlékmű belső domborműveit 1972-ben készítette el (építésze: Körner József)
- Don Quijote-szobor több változata (pl. Kőbánya, Szent István tér)

## Kisplasztikái
- Fekvő akt
- Bölcsődal
- Bach-muzsika

## Fontosabb kiállításai
- Csók Galéria (1975)
- Nagytétényi Kastélymúzeum (1976)
- Nagymaros, Szombathely (1977)
- Csepel (1979)
- Munkásmozgalmi Múzeum (1981)